# Мадемуазель Марс
Мадемуазель Марс (фр. Mademoiselle Mars, настоящее имя Анна Франсуаза Ипполита Буте́-Сальвета́, (Anne-Françoise-Hippolyte Boutet Salvetat); 9 февраля 1779, Париж, — 20 марта 1847, там же) — французская актриса, игравшая на сцене «Комеди Франсез» 33 года.

## Биография
Незаконнорождённая дочь актёра и драматурга Монвеля и Жанны Мари Сальвета (1748—1838), актрисы, выступавшей под псевдонимом мадам Марс, но не имевшей на столичной сцене успеха из-за своего южного акцента.

Мадемуазель Марс училась у знаменитой актрисы Луизы Конта. Дебютировала в 1794 году в роли Эльмиры в «Тартюфе». В 1799 году она и её старшая сестра, Мария Луиза Женевьева Сальвета, вступили в труппу «Комеди Франсез». Она прославилась как несравненная инженю, выступая в ролях молодых девушек до 60 лет. Современники, восхищаясь чистыми, нежными, кокетливыми образами, созданными мадемуазель Марс, называли её «бриллиантом чистой воды, без пятна и дефекта»: 
…в «Ученике» мадемуазель Марс одним простым действием, — роняя букет, сразу раскрывает секрет молодого сердца.
За свою карьеру сыграла около сотни ролей в пьесах Мольера, Мариво, Мишеля-Жана Седена и Бомарше.
Во время Реставрации подвергалась нападкам со стороны роялистов, так как пользовалась покровительством Наполеона. Однако Людовик XVIII, относясь с уважением к её таланту, назначил Марс пенсион в размере 30000 ливров.
Занималась преподаванием: среди её учеников были шведские актрисы Шарлотта Эриксон и Эмили Хёгвист.

Несмотря на то, что мадемуазель Марс сделала себе имя на классическом репертуаре, она проявляла интерес к романтической драме. В 1827 году, побывав на одном из спектаклей труппы английских актёров (на гастроли приехали Эдмунд Кин, Кембл, Гарриет Смитсон), она стала ходить на них каждый день. Мадемуазель Марс сыграла в нескольких романтических пьесах, но если роль герцогини де Гиз в «Генрихе III» Дюма идеально подходила ей, то характер Адель д’Эрве из «Антони» «с его переходами от страсти к раскаянию» был явно не её: 
…после трёх месяцев репетиций, Адель и Антони превратились в очаровательных любовников, таких, каких любит показывать театр Жимназ. Они с равным успехом могли бы называться господином Артуром и мадемуазель Селестой.
 «Антони» так и не был поставлен в «Комеди Франсез», не в последнюю очередь из-за мадемуазель Марс, — Дюма решил, что героиню должна исполнить актриса совершенно другого темперамента. Премьера пьесы прошла в театре Порт-Сен-Мартен, где Адель с большим успехом исполнила Мари Дорваль.
Покинула сцену в 1841 году. Для своих прощальных представлений она выбрала свои самые знаменитые роли: Эльмиры в «Тартюфе», Сильвии в «Игре любви и случая» Мариво, Селимены в «Мизантропе» и Араминты в «Учёных женщинах».

## Избранные роли
- Селимена в  «Мизантропе»
- Филаминта в «Учёных женщинах»
- Эльмира в «Тартюфе»
- Донья Соль в «Эрнани»
- Дездемона в «Отелло»